# Paper Gods
Paper Gods es el decimocuarto álbum de estudio de la banda Duran Duran. El lanzamiento se anunció el 15 de junio el año 2015 a través de un comunicado de prensa oficial publicado en su página web, lo que confirma una fecha de lanzamiento en todo el mundo programado del 11 de septiembre de 2015. El disco fue producido por el Sr. Hudson y Joshua Blair, que ha trabajado con el disco anterior All You Need Is Now (2010).

## Sencillo
- Pressure Off: es el primer sencillo lanzado el 19 de junio de 2015 fue lanzado en los Estados Unidos el 19 de junio, en primer lugar a través de vía de Microsoft  Xbox Music.[1] La canción posteriormente apareció en Google Music.[2]

## Lista de canciones
Edición normal
| Standard version |                                                   |                                                     |                                   |          |  |
| N.º              | Título                                            | Escritor(es)                                        | Additional Producer(s)            | Duración |  |
| 1.               | «Paper Gods» (con Mr Hudson)                      | Mr Hudson                                           | Mr Hudson                         | 7:04     |  |
| 2.               | «Last Night in the City» (con Kiesza)             | Kiesza, Mr Hudson                                   | Mr Hudson, Josh Blair             | 4:44     |  |
| 3.               | «You Kill Me with Silence»                        | Mr Hudson                                           | Mr Hudson                         | 4:26     |  |
| 4.               | «Pressure Off» (con Janelle Monáe y Nile Rodgers) | Nile Rodgers, Mark Ronson, Mr Hudson, Janelle Monáe | Ronson, Rodgers, Mr Hudson, Blair | 4:21     |  |
| 5.               | «Face for Today»                                  | Dom Brown                                           | Blair                             | 3:52     |  |
| 6.               | «Danceophobia» (con Lindsay Lohan)                | Brown, Mr Hudson                                    | Blair, Mr Hudson                  | 4:14     |  |
| 7.               | «What Are the Chances?» (con John Frusciante)     | Brown, Mr Hudson                                    | Blair, Mr Hudson                  | 4:55     |  |
| 8.               | «Sunset Garage» (con Hollie Cook)                 | Mr Hudson                                           | Mr Hudson, Blair                  | 4:43     |  |
| 9.               | «Change the Skyline» (con Jonas Bjerre)           | Mr Hudson                                           | Blair, Rodgers                    | 3:57     |  |
| 10.              | «Butterfly Girl»                                  | Brown                                               | Blair                             | 3:15     |  |
| 11.              | «Only in Dreams»                                  | Rodgers, Ronson, Mr Hudson                          | Rodgers, Ronson, Mr Hudson, Blair | 6:05     |  |
| 12.              | «The Universe Alone»                              |                                                     | Blair                             | 5:48     |  |

Edición de lujo
| Deluxe version (bonus tracks) |                    |              |                        |          |  |
| N.º                           | Título             | Escritor(es) | Additional Producer(s) | Duración |  |
| 13.                           | «Planet Roaring»   | Brown        | Blair                  | 3:49     |  |
| 14.                           | «Valentine Stones» |              | Blair                  | 3:30     |  |
| 15.                           | «Northern Lights»  | Brown        | Blair                  | 5:13     |  |

Target Exclusive Edition
| Target Exclusive Edition (bonus tracks) |                   |              |                        |          |  |
| N.º                                     | Título            | Escritor(es) | Additional Producer(s) | Duración |  |
| 13.                                     | «On Evil Beach»   |              | Blair                  | 2:48     |  |
| 14.                                     | «Cinderella Ride» |              | Blair                  | 3:56     |  |

## Posicionamiento en lista
| Lista (2015)                            | Posiciones |
| --------------------------------------- | ---------- |
| Australia (ARIA)                        | 19         |
| Austrian Albums (Ö3 Austria)            | 24         |
| Bélgica (Ultratop flamenca)             | 19         |
| Bélgica (Ultratop valona)               | 8          |
| Canadá (Billboard Canadian Albums)      | 5          |
| Croatian Foreign Albums (IFPI)          | 7          |
| Czech Albums (ČNS IFPI)                 | 14         |
| Dinamarca (Hitlisten)                   | 27         |
| Países Bajos (Album Top 100)            | 4          |
| Finlandia (Suomen Virallinen Lista)     | 28         |
| Francia (SNEP)                          | 60         |
| Alemania (Media Control Charts)         | 24         |
| Greek Albums (IFPI)                     | 14         |
| Hungría (MAHASZ)                        | 6          |
| Irlanda (IRMA)                          | 27         |
| Italia (FIMI)                           | 2          |
| Nueva Zelanda (Recorded Music NZ)       | 24         |
| Portugal (AFP)                          | 16         |
| Spanish Albums (PROMUSICAE)             | 18         |
| Suiza (Schweizer Hitparade)             | 15         |
| Reino Unido (UK Albums Chart)           | 5          |
| Estados Unidos (Billboard 200)          | 10         |
| Estados Unidos (Digital Albums)         | 10         |
| Estados Unidos (Top Alternative Albums) | 2          |
| Estados Unidos (Top Tastemaker Albums)  | 8          |

## Créditos
- Simon Le Bon – voces
- John Taylor – bajo
- Nick Rhodes – teclados
- Roger Taylor – batería